# Coombe Keynes
Coombe Keynes – wieś i civil parish w Anglii, w Dorset, w dystrykcie (unitary authority) Dorset. W 2001 civil parish liczyła 79 mieszkańców. Coombe Keynes jest wspomniana w Domesday Book (1086) jako Come.